# 茜草树
茜草树（学名：Randia cochinchinensis），又名龙虾，为茜草科茜草树属下的一个种。